# Пражани
Пражаните (на чешки: Pražané) са жителите на чешката столица Прага. Това е списък на по-известните от тях.

## Родени в Прага

### Родени до 1900 година
- Алоиз Зенефелдер (1771 – 1834) – германски изобретател
- Бернард Болцано (1781 – 1848) – математик
- Берта фон Зутнер (1843 – 1914) – писателка
- Болеслав II Благочестиви (932 – 999) – Херцог на Бохемия
- Болеслав III Червенокосия (965 – 1037) – Херцог на Бохемия
- Бохуслав Хавранек (1893 – 1978) – езиковед
- Вацлав I Свети (907 – 935) – Херцог на Бохемия
- Вацлав II (1271 – 1305) – Крал на Бохемия
- Вацлав III (1289 – 1306) – Крал на Унгария
- Вацлав Трунечек (1864 – 1902) – български педагог и художник
- Венцеслав I (1205 – 1253) – Крал на Бохемия
- Венцеслав II (1137 – 1253) – Херцог на Бохемия
- Владивой (981 – 1003) – Херцог на Бохемия
- Владислав II (1110 – 1174) – Крал на Бохемия
- Владислав III (1160 – 1222) – Херцог на Бохемия
- Вилхелм Щайниц (1836 – 1900) – австро-американски шахматист
- Давид Навара (род. 1985) – шахматист
- Иван Цибулка (1880 – 1943) – виолончелист
- Индржих Фюгнер (1822 – 1865) – общественик
- Йозеф Манес (1820 – 1871) – художник
- Карл IV (1316 – 1378) – Император на Свещената Римска империя
- Карл Кауцки (1864 – 1938) – марксистки идеолог
- Карл Прибрам (1877 – 1973) – икономист
- Карло Хошек (?-1907) – революционер
- Конрад I (1035 – 1092) – Херцог на Бохемия
- Лили Рубичек-Пелер (1898 – 1966) – австро-американски педагог
- Макс Вертхаймер (1880 – 1943) – психолог
- Отокар I (1155 – 1230) – Крал на Бохемия
- Райнер Мария Рилке (1875 – 1926) – австрийски поет
- Роберт Йокл (1890 – 1975) – психоаналитик
- Собеслав I (1090 – 1140) – Херцог на Бохемия
- Собеслав II (1128 – 1180) – Херцог на Бохемия
- Франц Верфел (1890 – 1945) – австрийски писател
- Франц Кафка (1883 – 1924) – австрийски писател
- Фредерик (1141 – 1189) – Херцог на Бохемия
- Юзеф Чапски (1896 – 1993) – полски художник
- Якоб Арбес (1840 – 1914) – писател
- Ян Неруда (1834 – 1891) – поет
- Ян Янски (1873 – 1921) – невролог
- Ярослав Хашек (1883 – 1923) – писател
- Ярослав Хейровски (1890 – 1967) – химик, Нобелова награда за химия

### Родени след 1900 година
- Вацлав Клаус (род. 1941) – политик
- Вацлав Хавел (1936 – 2011) – писател и политик
- Емануел Хрушка (1906 – 1989) – архитект
- Ивайла Вълкова (1925 – 2008) – българска журналистка
- Иржи Билек (род. 1983) – футболист
- Карел Шварценберг (род. 1937) – политик
- Клара Закопалова (род. 1982) – тенисистка
- Луцие Храдецка (род. 1985) – тенисистка
- Любомир Кавалек (род. 1943) – чешко-американски шахматист
- Мадлин Олбрайт (род. 1937) – американски политик
- Мартина Навратилова (род. 1956) – чешко-американска тенисистка
- Милош Копецки (1922 – 1996) – актьор
- Мирослав Филип (род. 1928) – шахматист
- Мирослав Хрох (род. 1932) – историк
- Павел Кука (род. 1968) – футболист
- Патрик Оуржедник (род. 1957) – писател
- Петер Корда (род. 1968) – тенисист
- Радек Йон (род. 1954) – писател и политик
- Радек Черни (род. 1974) – футболист
- Станислав Гроф (род. 1931) – психолог и психиатър
- Таня Масалитинова (1922 – 2014) – българска драматична и филмова артистка
- Томаш Росицки (род. 1980) – футболист
- Франтишек Шорм (1913 – 1980) – химик
- Хана Мандликова (род. 1962) – тенисистка
- Хелена Вондрачкова (род. 1947) – певица
- Хелена Сукова (род. 1965) – тенисистка
- Ян Палах (1948 – 1969) – общественик
- Ян Саудек (род. 1935) – фотограф
- Яна Белин (род. 1947) – английска шахматистка
- Ярослав Сейферт (1901 – 1986) – писател

## Починали в Прага

### Починали до 1900 година
- Бернард Болцано (1781 – 1848) – математик
- Карел Хавличек Боровски (1821 – 1856) – журналист
- Тихо Брахе (1546 – 1601) – датски астроном
- Вацлав IV (1361 – 1419) – Крал на Бохемия
- Владислав Постум (1440 – 1457) – Крал на Унгария
- Вратислав II (1032 – 1092) – Крал на Бохемия
- Карел Яромир Ербен (1811 – 1870) – писател
- Иржи от Подебради (1420 – 1471) – Крал на Бохемия
- Йозеф Манес (1820 – 1871) – художник
- Карл IV (1316 – 1378) – Император на Свещената Римска империя
- Козма Пражки (ок.1045 – 1125) – сревновековен хронист
- Конрад I (1035 – 1092) – Херцог на Бохемия
- Йозеф Мокер (1835 – 1899) – архитект
- Отокар I (1155 – 1230) – Крал на Бохемия
- Франтишек Палацки (1798 – 1876) – историк
- Мартино Рота (ок. 1520 – 1583) – художник
- Рудолф II (1552 – 1612) – Император на Свещената Римска империя
- Бедржих Сметана (1824 – 1884) – композитор
- Собеслав II (1128 – 1180) – Херцог на Бохемия
- Бартоломеус Спрангер (1546 – 1611) – фламандски художник
- Фердинанд I (1793 – 1875) – австрийски император
- Конрад фон Фойхтванген (ок. 1230 – 1296) – немски аристократ
- Фредерик (1141 – 1189) – Херцог на Бохемия
- Индржих Фюгнер (1822 – 1865) – общественик
- Вацлав Ханка (1791 – 1861) – филолог
- Йозеф Войтех Хелих (1807 – 1880) – художник и археолог
- Павел Шафарик (1795 – 1861) – словашки филолог
- Иван Шопов (1826 – 1853) – български библиограф
- Йозеф Юнгман (1773 – 1847) – филолог

### Починали след 1900 година
- Албрехт Пенк (1858 – 1945) – немски географ
- Александър Дубчек (1921 – 1992) – словашки политик
- Алфонс Муха (1860 – 1939) – художник и дизайнер
- Антонин Дворжак (1841 – 1904) – композитор
- Бохумил Храбал (1914 – 1997) – писател
- Бохуслав Хавранек (1893 – 1978) – езиковед
- Василий Немирович-Данченко (1849 – 1936) – руски писател
- Вацлав Добруски (1858 – 1916) – български археолог от чешки произход
- Вацлав Хавел (1936 – 2011) – писател и политик
- Георг Гавантка (1891 – 1939) – германски офицер
- Горазд II (1878 – 1942) – епископ
- Емануел Хрушка (1906 – 1989) – архитект
- Емил Затопек (1922 – 2000) – лекоатлет
- Иван Мърквичка (1856 – 1938) – български художник
- Йозеф Габчик (1912 – 1942) – войник
- Йозеф Лада (1887 – 1957) – график
- Карел Чапек (1890 – 1938) – писател
- Карел Чурда (1910 – 1947) – боец от съпротивата
- Лудвик Куба (1863 – 1956) – художник
- Любор Нидерле (1865 – 1944) – археолог, антрополог и етнограф
- Милош Копецки (1922 – 1996) – актьор
- Никодим Кондаков (1844 – 1925) – руски изкуствовед
- Николай Осипов (1877 – 1934) – руски лекар
- Петър Ебен (1929 – 2007) – композитор
- Райко Даскалов (1886 – 1923) – български политик
- Райнхард Хайдрих (1904 – 1942) – немски политик
- Светозар Прибичевич (1875 – 1936) – сръбски политик
- Стефи Борнщайн (1891 – 1939) – психоаналитик
- Якоб Арбес (1840 – 1914) – писател
- Ян Палах (1948 – 1969) – общественик
- Ярослав Сейферт (1901 – 1986) – писател
- Ярослав Хейровски (1890 – 1967) – химик, Нобелова награда за химия

## Българи, свързани с Прага
- Александър Николов (1917 – 1961) – български джаз музикант, учи музика в консерваторията
- Александър Теодоров-Балан (1859 – 1959) – български филолог, завършва славянска филология
- Ангел Букорещлиев (1870 – 1950) – български композитор, завършва Органната школа през 1890
- Ангел Михайлов (1939 – 1998) – български композитор, завършва Музикалната академия през 1962
- Апостол Пашев (1914 – 1996) – български политик, завършва хидроинженерство през 1940
- Асен Павлов (1898 – 1977) – български политик, завършва агрономство през 1930
- Борис Йоцов (1894 – 1945) – български филолог, подготвя докторат през 1923 – 1925
- Борис Спиров (1897 – 1974) – български политик, учи медицина в Карловия университет
- Боян Пенев (1882 – 1927) – български филолог, пребивава в града във връзка със своите литературни изследвания през 1912 – 14
- Васил Радославов (1854 – 1929) – български политик, учи в града през 1874
- Васил Стоянов (1839 – 1910) – български филолог, учи в града през 1858 – 68
- Венец Димитров (род. 1937) – български кинооператор, завършва Филмовия и телевизионен факултет на Академията за сценични изкуства през 1968
- Вергил Димов (1901 – 1979) – български политик, завършва Висша кооперативна школа през 1926
- Веселин Вачков (род. 1968) – български журналист, завършва английска, чешка и славянска филология в Карловия университет
- Владимир Аврамов (1909 – 2007) – български цигулар, завършва Немската музикална академия
- Владимир Григоров (1894 – 1985) – български художник, завършва Художествената академия през 1925 – 29
- Вълко Гочев (1903 – 1978) – български политик, учи в града до 1930
- Вътьо Раковски (1925 – 2008) – български поет, съветник в посолството на Република България през 1991 – 94
- Георги Герасимов (1905 – 1997) – български художник, специализира графика в Академията за приложно изкуство
- Георги Данаилов (1877 – 1928) – български просветен деец, учи гимназиални курсове
- Георги Спасов (1891 – 1953) – български композитор, учи в Пиводовата певческа школа през 1911
- Георги Стоилов (род. 1944) – български политик, работи в града през 1994 – 97
- Георги Цанев (1895 – 1986) – български литературовед, специализира в Карловия университет през 1926
- Гюрга Пинджурова (1885 – 1971) – българска певица, завършва оперно пеене през 1920
- Димитър Георгиев (1877 – ?) – български революционер, завършва висшето си образование
- Димитър Каданов (1900 – 1982) – български учен, учи медицина в града
- Димитър Михалчев (1880 – 1967) – български философ, посланик в града от 1923 до 1927
- Димитър Попиванов (1874 – 1954) – български музикален деец, завършва Консерваторията през 1902
- Димитър Хаджигеоргиев (1873 – ?) – български композитор, завършва Консерваторията
- Димо Коларов (1924 – 1997) – български кинооператор, учи в Академията за изящни изкуства през 1947 – 50
- Добри Христов (1875 – 1941) – български композитор, учи музика през 1890-те
- Жорж Папазов (1894 – 1972) – български художник, завършва паркова архитектура през 1918
- Зденка Дойчева (род. 1926) – българска режисьорка, завършва полувисше художествено училище
- Здравко Драгнев (род. 1943) – български режисьор, завършва кинорежисура през 1968
- Ива Николова (род. 1958) – българска журналистка, специализира чешки език и литература
- Иван Буреш (1885 – 1980) – български зоолог, учи в Карловия университет през 1907 – 08
- Илко Дундаков (род. 1941) – български режисьор, завършва кинорежисура през 1971 г.
- Йордан Младенов (род. 1925) – български политик, завършва радиотехника през 1951
- Йордан Цицонков (1900 – 1926) – български революционер, убива Райко Даскалов в центъра на града
- Кирил Илинчев (1921 – 1994) – български сценарист, завършва кинорежисура през 1951 г.
- Кирил Христов (1875 – 1944) – български писател, преподавал български език и литература през 1930 – 1938
- Константин Павлов (?-1870) – български революционер, учи медицина в града
- Коста Тодоров (1889 – 1947) – български политик, пребивавал в града в различни периоди от време
- Лазар Парашкеванов (1890 – 1977) – български архитект, завършва инженерство и архитектура през 1920
- Лука Перфанов (1882 – 1940) – български художник, кара специализация в града
- Лукан Хашнов (1862 – 1917) – български инженер, учи строително инженерство през 1883 – 83
- Любка Рондова (1936 – 2016) – българска певица, завършва славянска филология в Карловия университет
- Любомир Тодоров (род. 1951) – български дипломат, завършва „Външна търговия“ в Икономическия институт през 1976
- Мариела Гемишева (род. 1965) – български дизайнер, завършва магистратура в Академията за архитектура, дизайн и изкуства
- Милен Николов (1939 – 1998) – български режисьор, завършва кинорежисура през 1963
- Минка Стефанова (1919 – ?) – българска учителка, през 60-те работи в системата на образованието в града
- Михаил Розов (1874 – 1934) – български революционер, учи за кратко в града
- Никола Георгиев (род. 1937) – български критик, лектор в университета
- Никола Захариев (1898 – 1945) – български политик, завършва Висша кооперативна школа през 1924 – 27
- Никола Ихчиев (1890 – 1916) – български архивист, завършва славянска филология
- Никола Ковачев (1890 – 1974) – български политик, завършва медицина в града
- Никола Минчев (род. 1926) – български режисьор, завършва кинорежисура през 1951
- Орфей Цоков (1937 – 2002) – български режисьор, завършва филмова и театрална режисура през 1961
- Парашкев Цветков (1875 – 1903) – български революционер, учи философия през 1897
- Пенчо Данчев (1915 – 1989) – български критик, завършва история на славянските литератури в Карловия университет
- Петко Момчилов (1864 – 1923) – български архитект, завършва архитектура през 1892
- Петър Данчов (1857 – 1913) – български юрист, учи право в Карловия университет
- Петър Динчев (1857 – ?) – български политик, завършва право
- Петър Кърпаров (род. 1920) – български тромпетист, кара специализация през 1949 – 50
- Симеон Златев (?-?) – български политик, учи в града до 1875
- София Касидова (род. 1969) – български икономист, завършва магистърска степен по икономика
- Стефан Границки (1856 – 1910) – български учител, завършва гимназия
- Стефан Илчев (1898 – 1983) – български езиковед, кара специализзация в града
- Стефан Огнянов (1865 – ?) – български политик, завършва политехника
- Стефан Младенов (1880 – 1963) – български езиковед, кара специализация през 1904 – 05
- Стойко Стойков (1912 – 1969) – български езиковед, Доктор по философия на Карловия университет през 1939
- Стоян Аргиров (1870 – 1939) – български филолог, завършва славянска филология през 1892
- Стоян Данев (1858 – 1949) – български политик, учи в града
- Стоянка Мутафова (род.1922) – българска актриса, завършва театралния отдел на Пражката консерватория
- Теодосий Икономов (1836 – 1871/1872) – български просветен деец, дипломира се през 1859 – 61
- Тодор Хаджиев (1870 – 1939) – български диригент, учи в Консерваторията
- Христо Асърджиев (1924 – 2003) – български журналист, коресподент на вестник Труд в града от 1967 – 70
- Христо Контев (род. 1927) – български ентомолог, учи агрономическо образование през 1949
- Цветана Романска-Вранска (1914 – 1969) – българска фолклористка, подготвя докторат през 1937 – 1939
- Цоню Дамянов (1899 – ?) – български юрист, завършва правни науки
- Юлий Стоянов (1930 – 2011) – български режисьор, завършва кинорежисура през 1953 г.
- Януш Вазов (1927 – 2006) – български сценарист, завършва кинорежисура през 1954 г.

## Други личности, свързани с Прага
- Алберт Айнщайн (1879 – 1955) – немски физик, преподава в Карловия университет от 1911 до 1913
- Александър Суворов (1729 – 1800) – руски пълководец, щурмурал града през 1794
- Андрю Росос (род. 1941) – канадски историк, учи в техническата гимназия
- Антон Шоурек (1857 – 1926) – математик, завършва политехника през 1880
- Василий Юнкер (1840 – 1892) – руски географ, учи в града
- Владимир Ремек (род. 1948) – космонавт, директор на Музея на авиацията и астронавтиката
- Волфганг Амадеус Моцарт (1756 – 1791) – австрийски композитор, изключително често посещавал града
- Гийом дьо Машо (1300 – 1377) – френски поет, многократно посещавал града заедно с Ян Люксенбургски
- Давид Яролим (род. 1979) – футболист, играе в Славия Прага като юноша
- Доминикус Кустос (1560 – 1612) – фламандски художник, работел в ателието на император Рудолф II
- Евалд Херинг (1834 – 1918) – германски физиолог, преподавател в Карловия университет
- Едуард Зюс (1831 – 1914) – австрийски геолог, живее и учи за кратко в града
- Емануел Винхолц (1907 – 1985) – словашки психиатър, завършва медицина през 1926
- Емир Кустурица (род. 1954) – босненски режисьор, завършва филмова режисура във Филмовата академия FAMU
- Ерих Клайбер (1890 – 1956) – австрийски диригент, учи в града
- Илия Филипче (род.1946) – политик от Република Македония, учи в града през 1977
- Йонас Басанавичус (1851 – 1927) – литовски общественик, специализира медицина през 1882 – 84
- Йохан Кеплер (1571 – 1630) – немски учен, живее в града през 1600 – 12
- Йохан Пол (1782 – 1834) – чешки ботаник, завършва медицина през 1808
- Карел Поборски (род. 1972) – футболист, играе в Спарта Прага от 1995 до 1996
- Карел Шкорпил (1859 – 1944) – археолог, завършва Висшето техническо училище и Карловия университет
- Константин Иречек (1854 – 1918) – историк, преподава история през 1884 – 1893
- Кристиан Доплер (1803 – 1853) – австрийски математик, живее в града до 1847
- Леон Шерток (1911 – 1991) – френски психиатър, завършва медицина през 1938
- Леош Яначек (1854 – 1928) – композитор, завършва Органната школа през 1876
- Луи Йелмслев (1899 – 1960) – датски лингвист, учи сравнително езикознание
- Маркош да Силва (род. 1985) – бразилски футболист, играе в Спарта Прага
- свети Методий (815 – 885) – проповядвал и покръстил тук първия чешки войвода Боривой и жена му Людмила
- Милан Кундера (род. 1929) – писател, учи в Карловия университет
- Никол Вайдишова (род. 1989) – германска тенисистка, живее в града
- Нил Попов (1833 – 1891) – руски историк, член на академиите на науките в града
- Норберт Ксантенски (1080 – 1134) – католически светец, мощите му се намират в Сраховския манастир
- Ото V (1346 – 1379) – херцог на Горна Бавария, жени се за Катарина Люксенбургска в града
- Ото Пьоцъл (1877 – 1962) – австрийски невролог, работи като професор през 1922 – 28
- Павел Недвед (род. 1972) – футболист, играе в Спарта Прага от 1992 до 1996
- Пандо Колевски (род. 1937) – писател от Република Македония, завършва Философския факултет на Карловия университет
- Радослав Забавник (род. 1980) – словашки футболист, играе в Спарта Прага от 2006 до 2008
- Роман Якобсон (1896 – 1982) – руски езиковед, живее и работи в града от 1920 до началото на Втората световна война
- Рудолф Витлачил (1912 – 1977) – футболист, играе в Спарта Прага от 1935 до 1944
- Сватоплук Плускал (1930 – 2005) – футболист, играе в Дукла Прага от 1951 до 1966
- Сергей Соловьов (1820 – 1879) – руски историк, учи в града
- Томаш Масарик (1850 – 1937) – Първият президент на Чехословашката република
- Фердинанд I (1503 – 1564) – Крал на Бохемия, погребан в катадралта Св. Вит
- Франк Гери (род.1929) – американски архитект, проектирал „Танцуващата къща“ в града
- Фредерик Форсайт (род.1938) – английски писател, коресподент на агенция Ройтерс в града
- Хакобо Арбенс Гусман (1913 – 1971) – Президент на Гватемала, пребивава известно време в града, след като е свален от власт
- Хана Фенихел (1897 – 1972) – немски психоаналитик, учи в Психоаналитичната асоциация
- Ханс Роберт Яус (1921 – 1997) – германски историк, учи в града
- Ян Дисмас Зеленка (1679 – 1745) – композитор, започва музикалното си образование в йезуитския колеж Клементинум